# رز پلامر
رُز پلامر (انگلیسی: Rose Plumer؛ ‏ ۱۹ ژانویهٔ ۱۸۷۶ – ۳ مارس ۱۹۵۵) بازیگر اهل ایالات متحده آمریکا بود.
از فیلم‌هایی که وی در آن نقش داشته‌است، می‌توان به شرق بهشت، نامه‌ای برای ایوی و راز خانوادگی اشاره کرد.